# Adolf Antrich
Adolf „Adi“ Antrich (* 8. Dezember 1940 in Leoben; † 28. August 2024) war ein österreichischer Fußballtormann und Nationalspieler.

## Karriere

### Vereine
Adolf Antrich begann seine Karriere als Jugendspieler in seinem Heimatort Leoben beim dortigen Eisenbahner-Sportverein. Als 18-Jähriger wechselte er zu den Werkssportlern nach Donawitz in die Staatsliga A, der damals höchsten österreichischen Spielklasse. In der Saison 1958/59 konnte er in dieser mit den Donawitzern den zehnten Rang belegen, musste jedoch in der Folgesaison mit der Mannschaft den Abstieg in die Staatsliga B hinnehmen. Antrich verließ daraufhin die Montanstädter und wechselte zum Regionalligisten Kapfenberger SV. Mit den Kapfenbergern wurde er im ersten Jahr Meister der Regionalliga Mitte und stieg wieder in die Staatsliga auf. Die nächsten Jahre in der Karriere Antrichs waren geprägt vom Abstiegskampf und Wiederaufstieg mit dem KSV.
Seine nächste Station hieß ab 1967 Schwarz-Weiß Bregenz. Aber auch mit den Bregenzern musste Antrich 1969 den Abstieg aus der ersten Spielklasse hinnehmen und so versuchte er sein Glück in der Saison 1969/70 beim bisher soliden Kärntner Mittelständler SK Austria Klagenfurt. Doch als ob ein Fluch über ihm hinge, fuhr er auch mit den Klagenfurtern den sofortigen Abstieg aus der nunmehrigen Nationalliga ein.
Antrich überzeugte jedoch in seiner Rolle als Tormann auch bei den abstiegsgefährdeten Klubs und erhielt 1970 ein Angebot des sich für dieses Spieljahr massiv verstärkenden Bundesländervereins Austria Salzburg. In Salzburg fand der Steirer endlich ein solides Umfeld vor und spielte mit seinem neuen Verein bis zur letzten Runde um den Meistertitel mit. Letztendlich reichte es aber auch mit dem Gewinn des Vizemeistertitels zum ersten größeren Erfolg in seiner Fußballkarriere. Mit überzeugenden Leistungen spielte er sich in die Auslage und erreichte im Juli 1971 sogar eine Verpflichtung beim österreichischen Rekordmeister Rapid Wien. Mit den Hütteldorfern gewann er am 3. Juni 1972 gegen den Wiener Sportclub den Österreichischen Pokalbewerb mit einem 3:1 n. V. (nach einem Hinspiel-1:2 vom 17. Mai) – und den Vizemeistertitel in der Saison 1972/73. Nach seinem Engagement bei Rapid spielte Antrich ab 1975 noch einige Jahre für den DSV Alpine und beendete dort um das Jahr 1977 seine Karriere.
Spätestens seit seiner Rückkehr von Rapid lebte Antrich bis zu seinem Tod in Kapfenberg.

### Nationalmannschaft
Am 10. Oktober 1971 gab Antrich beim 6:0-Kantersieg in Linz im EM-Qualifikationsspiel gegen Irland sein Debüt in der österreichischen Nationalmannschaft. Seinen zweiten und zugleich letzten Einsatz verzeichnete er am 20. November des Jahres im darauffolgenden, ebenfalls zur EM-Qualifikation zählenden Match im Stadio Olimpico in Rom gegen Italien, das mit einem 2:2-Remis endete.

## Erfolge
- 1 × Österreichischer Pokalsieger: 1972 (mit Rapid Wien)
- 1 × Österreichisches Pokalfinale: 1973 (mit Rapid Wien)
- 2 × Österreichischer Vizemeister: 1971 (mit Austria Salzburg), 1973 (mit Rapid Wien)